# Ford Ranchero
Der Ford Ranchero ist ein Pick-up-Modell des US-amerikanischen Automobilkonzerns Ford. Er wurde ab 1957 in den USA gebaut und war eine damals neue Form des sogenannten Limousinen-Pickups (auch als car-truck oder Ranch Wagon bezeichnet). Erst zwei Jahre später kam ein ähnliches Modell von Chevrolet, der El Camino, auf den Markt. Die Rancheros waren von zeitgenössischen Großserienlimousinen abgeleitet. Typisch war eine Sitzbank mit drei Plätzen und eine offene Ladefläche. Die Produktion der letzten Baureihe endete 1979 in den USA. In Australien produziert Ford mit dem Falcon Ute nach wie vor einen Pick-up, der als Weiterführung des Ranchero gesehen werden kann.

## Die einzelnen Baureihen

### Erste Generation: 1957 bis 1959
Die erste Ausgabe des Ford Ranchero wurde im Dezember 1956 vorgestellt. Sie basierte auf Fords Full-Size-Fahrgestell und war technisch und stilistisch mit dem zeitgenössischen Ford Custom sowie dem von ihm abgeleiteten zweitürigen Delivery Sedan verwandt. Die Gestaltung des Vorderwagens bis zur Fahrertür entsprach den serienmäßigen Limousinen und übernahm auch die jährlichen Designänderungen. So wurden 1958 unter anderem Doppelscheinwerfer eingeführt, die Gestaltungsdetails des aktuellen Ford Thunderbird aufgriffen. Zum Modelljahr 1959 erschien ein neues Fahrgestell, dessen Radstand geringfügig länger war. Das wirkte sich zugunsten der Ladefläche (im amerikanischen Sprachgebrauch Bed - Bett -) aus, die nun 210 cm lang war. Als Motorisierung standen alle regulären Triebwerke aus Fords PKW-Reihen zur Verfügung. Die Spanne reichte von einem Reihensechszylinder mit 3,7 Litern Hubraum bis zum Achtzylinder-V-Motor mit 5,8 Litern Hubraum. Ford bot zwei Ausstattungsvarianten an: eine sehr einfache Basisversion mit Nutzfahrzeugcharakter und den höherwertigen Custom, für den die meisten Ausstattungsdetails von Fords Fairlane-Reihe erhältlich waren.

### Zweite Generation: 1960 bis 1965
Die zweite Ranchero-Generation basierte auf Fords Kompaktmodell Falcon. Sie war deutlich kleiner als die erste Baureihe und setzte sich klarer von den großen Full-Size-Pickups der F-Serie ab. Ford stellte die Nähe zum erfolgreichen Falcon deutlich heraus und bewarb den Pickup zeitweise als Falcon Ranchero.

### Dritte Generation: 1966 bis 1967
Die dritte Generation des Ranchero waren Übergangsmodelle, die nur zwei Jahre lang produziert wurden. Ford modernisierte für 1966 sowohl die Standard-Reihe Fairlane als auch den kleineren Falcon, beide basierten auf der gleichen Plattform. Die Limousinen, Coupés und Cabriolets der Fairlane-Reihe hatten ein Fahrgestell mit längerem Radstand, während alle Falcon-Versionen sowie der Fairlane Wagon auf einem kürzeren Fahrgestell beruhten. Auf dieser verkürzten Version baute auch die dritte Generation des Ranchero auf, dessen Design entsprach 1966 weitgehend dem des Falcon. 1966 reichte die Motorenpalette von einem 2,8 Liter großen Reihensechszylinder bis zum Achtzylinder-V-Motor mit 4,7 Litern Hubraum und zwei oder vier Doppelvergasern.
1967 übernahm der Ranchero die Frontmaske das Fairlane mit übereinander angeordneten Doppelscheinwerfern. Der Pickup wurde nun als Fairlane Ranchero vermarktet. Das Motorangebot änderte sich ebenfalls. Die Einstiegsmotorisierung war ein Reihensechszylinder mit 3,3 Litern Hubraum. Als leistungsstärkster Motor war nun der 6,4 Liter große Big-Block-Achtzylinder im Programm, der 315 bhp leistete.

### Vierte Generation: 1968–1969
Die vierte Generation des Ranchero entsprach technisch und stilistisch der zeitgenössischen Fairlane-Reihe, die für das Modelljahr bei unverändertem Fahrgestell eine neue, deutlich längere Karosserie erhalten hatte. Neu war eine Frontpartie mit einer über die gesamte Wagenbreite reichenden Kühlermaske, in die zwei waagerecht angeordnete Doppelscheinwerfer eingelassen waren. Die vorderen Blinker reichten in die Kotflügel hinein und enthielten die ab 1969 vorgeschriebenen seitlichen Positionsleuchten (Side Marker Lights). Die Motorisierung reichte von einem 4,1 Liter großen Reihensechszylinder bis zum V8 mit 7,0 Litern Hubraum. Ford bot für den Ranchero nahezu jede Sonderausstattung an, die auch im Fairlane und dessen luxuriöser Variante Torino erhältlich war. Der Ranchero konnte mit Einzelsitzen, elektrischen Fensterhebern, Klimaanlage und vinylbezogenem Dach ausgestattet werden.

### Fünfte Generation: 1970–1971
Die wiederum nur zwei Jahre lang produzierte fünfte Generation des Ranchero basierte auf dem Torino, der in Fords Modellprogramm die Rolle des Fairlane übernommen hatte. Der Ranchero wurde noch einmal länger. Das Motorangebot entsprach der vorherigen Generation; wiederum waren alle Ausstattungsoptionen des Torino erhältlich. Eine luxuriös ausgestattete Version trug die Bezeichnung Country Squire. Sie hatte Holzimitat an den Seitenflächen.

### Sechste Generation: 1972–1976
Die sechste, vier Jahre lang produzierte Generation des Ranchero basierte wieder auf dem Torino. Er übernahm die klobige, verschwenderisch gestaltete Karosserie des Torino und machte in dieser Zeit alle stilistischen Änderungen des Ausgangsmodells mit. Zunächst erschienen vorn (1973), ein Jahr später dann auch hinten die schweren Sicherheitsstoßstangen. Ab 1974 war zusätzlich zu dem bekannten Motorenprogramm auch ein 7,5 Liter großer Achtzylindermotor erhältlich.

### Siebte Generation: 1977–1979
Die siebte und letzte Ranchero-Generation erschien 1977. Sie basierte auf dem Ford LTD II, der den Torino abgelöst hatte. Der LTD II war technisch mit dem Torino identisch; insbesondere das Fahrgestell und die Antriebstechnik waren unverändert geblieben. Neu war lediglich die eckige Karosserie mit übereinander angeordneten Doppelscheinwerfern. Der Ranchero übernahm die Frontpartie des LTD II und hatte eine eigenständig gestaltete Heckpartie. Das Motorenprogramm war reduziert. Angeboten wurden nur noch Achtzylindertriebwerke von 4,9 bis 5,8 Litern Hubraum; in den ersten beiden Jahren war außerdem noch eine 6,6-Liter-Version erhältlich. Mit der Einstellung des LTD II endete auch die Produktion des Ranchero. Einen direkten Nachfolger gab es nicht.

## Potentieller Nachfolger: Ford Durango
Ford hatte nach der Einstellung des auf dem LTD II basierenden Ranchero zunächst keinen unmittelbaren Nachfolger geplant. Weil General Motors aber mit einem kleinen, vom neuen Malibu abgeleiteten El Camino auf dem Markt erfolgreich war, ließ Ford von National Coach Works in Gardena ein Pick-up auf der Basis des Ford Fairmont Futura konstruieren, das die Bezeichnung Ford Durango erhielt. Der Durango wurde bis 1982 nur etwa 200 mal gebaut.

## Produktion
| Generation    | Baujahr | Gesamt | Custom | Deluxe | 500    | Squire | GT     |
| ------------- | ------- | ------ | ------ | ------ | ------ | ------ | ------ |
| 1. Generation | 1957    | 21.695 | 15.277 | –      | –      | –      | –      |
| 1. Generation | 1958    | 9.950  | 8.479  | –      | –      | –      | –      |
| 1. Generation | 1959    | 14.169 | 14.169 | –      | –      | –      | –      |
| 2. Generation | 1960    | 21.027 | –      | –      | –      | –      | –      |
| 2. Generation | 1961    | 20.937 | –      | –      | –      | –      | –      |
| 2. Generation | 1962    | 20.842 | –      | –      | –      | –      | –      |
| 2. Generation | 1963    | 18.533 | –      | 6.315  | –      | –      | –      |
| 2. Generation | 1964    | 17.316 | –      | 7.400  | –      | –      | –      |
| 2. Generation | 1965    | 19.279 | –      | 8.724  | –      | –      | –      |
| 3. Generation | 1966    | 21.760 | 12.280 | –      | -      | –      | –      |
| 3. Generation | 1967    | 17.243 | –      | –      | 11.385 | –      | –      |
| 4. Generation | 1968    | 16.712 | –      | –      | 10.029 | –      | 1.669  |
| 4. Generation | 1969    | 19.455 | –      | –      | 11.214 | –      | 2.385  |
| 5. Generation | 1970    | 21.640 | –      | –      | 8.976  | 3.943  | 3.905  |
| 5. Generation | 1971    | 24.946 | –      | –      | 12.678 | 2.595  | 3.632  |
| 6. Generation | 1972    | 40.334 | –      | –      | 23.431 | 4.283  | 12.620 |
| 6. Generation | 1973    | 45.741 | –      | –      | 25.634 | 4.787  | 15.320 |
| 6. Generation | 1974    | 32.925 | –      | –      | 18.447 | 3.150  | 11.328 |
| 6. Generation | 1975    | 16.441 | –      | –      | 8.778  | 1.549  | 6.114  |
| 6. Generation | 1976    | 16.072 | –      | –      | 9.958  | 1.172  | 4.942  |
| 7. Generation | 1977    | 23.041 | –      | –      | 9.453  | 1.126  | 12.462 |
| 7. Generation | 1978    | 23.287 | –      | –      | 9.911  | 907    | 12.469 |
| 7. Generation | 1979    | 25.010 | –      | –      | 12.093 | 758    | 12.519 |